# 安昭熙
安昭熙（1992年6月27日—），藝名昭熙，韓國女歌手、演員，2007年2月10日以Wonder Girls成員身分出道。2015年7月20日JYP娛樂發表官方聲明，宣布昭熙正式退出Wonder Girls。目前為BH娛樂旗下女演員。

## 生涯

### 2013年：出演短劇、未與JYP續約但仍是組合成員
8月14日KBS2短劇《Happy! Rose Day》首播，繼韓國電影《熱情似火》後再次挑戰演技，首次擔任女主角，飾演Areum。
12月21日與JYP娛樂合約到期，因想專心投入於演員活動中，在多次協商後決定不續約，但還是Wonder Girls成員 。

### 2014年與BH娛樂簽約
2月10日與BH娛樂簽約，以演員身份展開活動。

### 2015年：退出組合、未與BH娛樂續約、與KEYEAST簽約
7月20日JYP娛樂發表官方聲明，宣布昭熙正式退出Wonder Girls。
9月21日決定合約到期後不與BH娛樂續約，因為雙方就未來發展上的意見有分歧。
9月30日與KEYEAST簽約。

### 2016年：出演電影《单身骑手》和電視劇《Entourage》、《釜山行》上映19天票房破千萬
2月21日，出演电影《单身骑手》
出演tvN电视剧《Entourage》，在剧中饰演新生代明星车英斌的初恋，高傲但也具备人情味的女演员 
7月20日，安昭熙所主演的韩国首部僵尸灾难类影片《釜山行》上映，影片上映后的第19天便突破了千万票房，成为韩国第十四部突破千万观影大关、2016年首部突破千万的本土影片。

### 2017年：第13届堤川国际音乐电影节
8月7日，凭借电影《单身骑手》成为第13届堤川国际音乐电影节「JIMFF AWARDS」首组获奖艺人。。

### 2018年：出演微電影、重回前東家BH娛樂
3月8日，出演以“女性的幸福”为主题的微电影《Aun和Huyga》，演出蒙古少女Aun一角。
9月17日報導與KEYEAST合约在9月底期滿後，將重回前東家BH娛樂。

## 影視作品

### 電視劇
| 年份   | 電台 | 剧名                               | 角色      | 备注       |
| 2008年 | MBC  | 《他到來此處（Here He Come）》     | 莫希      |            |
| 2013年 | KBS2 | 《Happy! Rose Day》                | 雅琳      | 第一女主角 |
| 2015年 | tvN  | 《Heart to Heart》                 | 高世璐    | 第二女主角 |
| 2016年 | tvN  | 《Entourage》                      | 安昭熙    |            |
| 2019年 | JTBC | 《加油吧威基基2》                  | 金貞恩    | 第二女主角 |
| 2020年 | OCN  | 《Missing：他們存在過》            | 李鍾雅    |            |
| 2021年 | tvN  | 《Drama Stage》：〈Attention Hog〉 | Yoo Ha-na | [ 10 ]     |
| 2021年 | Viki | 《Dramaworld 2》                   |           | 客串       |
| 2022年 | JTBC | 《三十九》                         | 金昭元    |            |
| 2022年 | tvN  | 《Missing：他們存在過2》           | 李鍾雅    |            |

### 電影
| 年份   | 片名                     | 角色            |
| 2008年 | 《熱情如火（Hellcats）》 | 姜愛（Kang Ae） |
| 2016年 | 《屍速列車》             | 金珍熙          |
| 2017年 | 《单身骑士》             | 劉珍雅          |
| 2017年 | 《Real》                 | 縫紉機女工      |
| 2024年 | 《大峙洞绯闻》           | 尹任            |

### 微電影
| 年份   | 片名        | 角色 |
| 2018年 | Anu & Huyga | Anu  |

## 舞台剧
| 年份   | 剧名       | 角色   | 備註       |
| 2024年 | 《Closer》 | 爱丽丝 | 话剧出道作 |

## 音樂作品

### 参与音乐录影带
| 年份   | MV                                     | 歌手   |
| 2009年 | Without A Heart （页面存档备份，存于） | 8Eight |
| 2010年 | Love Sick （页面存档备份，存于）       | San E  |

## 獎項
| 年份   | 大奖                        | 奖项         | 作品                 | 結果 |
| 2008年 | 第17屆釜日電影獎            | 最佳新人(女) | 熱情如火（Hellcats） | 提名 |
| 2008年 | 第2屆Mnet二十世紀最佳名選獎 | 最熱校園女孩 | 安昭熙               | 獲獎 |
| 2017年 | 第13届堤川国际音乐电影节    | JIMFF AWARDS | 单身骑手             | 獲獎 |

## 外部連結
- 安昭熙的Instagram帳戶
- YouTube上的安昭熙頻道
- 安昭熙在NAVER上的资料
- 安昭熙在Daum上的资料